# Proteobakterier
Proteobakterier (Proteobacteria) är en stor stam av bakterier. Den innehåller en mängd olika patogener som Escherichia, Salmonella, Vibrio, Helicobacter och många andra viktiga släkten.